# Engelhardt Ice Ridge
Engelhardt Ice Ridge är en bergstopp i Antarktis. Den ligger i Västantarktis. Inget land gör anspråk på området. Toppen på Engelhardt Ice Ridge är 427 meter över havet.
Terrängen runt Engelhardt Ice Ridge är platt, och sluttar söderut. Trakten är obefolkad. Det finns inga samhällen i närheten.